# Campionato europeo femminile under 19 di calcio 2007
Il Campionato europeo femminile under 19 di calcio 2007 è stata la 10ª edizione, comprese le prime quattro giocate da formazioni Under-18, del torneo che, organizzato con cadenza annuale dall'Union of European Football Associations (UEFA), è riservato alle rappresentative nazionali di calcio femminile giovanili dell'Europa le cui squadre sono formate da atlete al di sotto dei 19 anni d'età, in questo caso dopo il 1º gennaio 1988.
La fase finale si è disputata in Islanda, dal 18 al 29 luglio 2007, riproponendo la formula della precedente edizione che vedeva ammesse otto squadre, con la nazionale del paese organizzatore qualificata direttamente. Inoltre, così come le precedenti edizioni disputate in anni dispari, il torneo funge anche da qualificazione al campionato mondiale femminile under 20 di calcio. Le prime quattro squadre del torneo si qualificano per l'edizione di Cile 2008 come nazioni rappresentanti della UEFA, oltre al Cile che è automaticamente qualificato in qualità di paese ospitante.
La Germania si è aggiudicata il torneo per la quinta volta, battendo per 2-0 nella finale del 29 luglio 2007 le avversarie dell'Inghilterra, superate solo ai tempi supplementari dopo che al 90' le squadre terminarono il secondo tempo a reti inviolate. La classifica delle marcatrici videro tre giocatrici a pari merito, con tre reti ciascuna, la francese Marie-Laure Delie, l'inglese Ellen White e l'islandese Fanndís Friðriksdóttir.

## Qualificazioni
La competizione venne disputata da 45 nazionali affiliate alla UEFA, con la nazionale islandese qualificata automaticamente come paese ospitante e le altre 44 che si affrontarono nella fase di qualificazione per la conquista dei sette posti rimanenti per la fase finale. Le qualificazioni si svolsero in due fasi, la prima, disputata tra il 26 settembre e il 1º ottobre 2006, e la successiva tra il 10 e il 15 aprile 2007.

### Squadre qualificate
La seguente tabella riporta le otto nazionali qualificate per la fase finale del torneo:
| Nazionale   | Metodo di qualificazione          | fasi finali disputate | Ultima qualificazione | Migliore risultato nel torneo      |
| ----------- | --------------------------------- | --------------------- | --------------------- | ---------------------------------- |
| Islanda     | Ospitante                         | 1                     | -                     | Debutto                            |
| Inghilterra | Vincitrice seconda fase, gruppo 1 | 4                     | 2005                  | Semifinali (2002, 2003)            |
| Francia     | Vincitrice seconda fase, gruppo 2 | 7                     | 2006                  | Campione (2003)                    |
| Germania    | Vincitrice seconda fase, gruppo 3 | 10                    | 2006                  | Campione (2000, 2001, 2002 e 2006) |
| Danimarca   | Vincitrice seconda fase, gruppo 4 | 5                     | 2006                  | Campione (1998)                    |
| Polonia     | Vincitrice seconda fase, gruppo 5 | 1                     | -                     | Debutto                            |
| Spagna      | Vincitrice seconda fase, gruppo 6 | 6                     | 2004                  | Campione (2004)                    |
| Norvegia    | Migliore 2ª della seconda fase    | 6                     | 2004                  | Finalista (2001, 2003)             |

## Fase a gironi
Si qualificano alla fase ad eliminazione diretta le prime due classificate di ciascuno dei due gruppi.
In caso di parità di punti tra due o più squadre di uno stesso gruppo, le posizioni in classifica verranno determinate prendendo in considerazione, nell'ordine, i seguenti criteri:
1. maggiore numero di punti negli scontri diretti tra le squadre interessate (classifica avulsa);
2. migliore differenza reti negli scontri diretti tra le squadre interessate (classifica avulsa);
3. maggiore numero di reti segnate negli scontri diretti tra le squadre interessate (classifica avulsa);
4. se, dopo aver applicato i criteri dall'1 al 3, ci sono squadre ancora in parità di punti, i criteri dall'1 al 3 si riapplicano alle sole squadre in questione. Se continua a persistere la parità, si procede con i criteri dal 5 al 9;
5. migliore differenza reti;
6. maggiore numero di reti segnate;
7. tiri di rigore se le due squadre sono a parità di punti al termine dell'ultima giornata;
8. classifica del fair play;
9. sorteggio.

### Gruppo A
| Pos | Squadra   | Pt | G | V | N | P | GF | GS | DR |
| --- | --------- | -- | - | - | - | - | -- | -- | -- |
| 1.  | Germania  | 9  | 3 | 3 | 0 | 0 | 7  | 2  | +5 |
| 2.  | Norvegia  | 6  | 3 | 2 | 0 | 1 | 7  | 3  | +4 |
| 3.  | Danimarca | 3  | 3 | 1 | 0 | 2 | 3  | 4  | −1 |
| 4.  | Islanda   | 0  | 3 | 0 | 0 | 3 | 3  | 11 | −8 |

| Arbitro: | Dilan Gökçek |

|  |           |                    |
|  | Marcatori | 19’ M. Kerschowski |

| Arbitro: | Esther Staubli |

|  |           |                                                          |
|  | Marcatori | 40’ 45’ (rig.) Mjelde 64’ Enget 66’ Isaksen 84’ Thorsnes |

| Arbitro: | Efthalia Mitsi |

|  |           |                        |
|  | Marcatori | 22’ Goddard 58’ Keßler |

| Arbitro: | Katalin Kulcsár |

|                    |           |                              |
| Friðriksdóttir 52’ | Marcatori | 2’ Veje 45’ (rig.) E. Madsen |

| Arbitro: | Danijela Markovic |

|                                                         |           |                        |
| Wübbenhorst 8’ Keßler 22’ Bock 74’ I. Kerschowski 90+2’ | Marcatori | 61’ 82’ Friðriksdóttir |

| Arbitro: | Kirsi Savolainen |

|                             |           |                 |
| Isaksen 75’ Herlovsen 90+3’ | Marcatori | 80’ Troelsgaard |

#### Gruppo B
| Pos | Squadra     | Pt | G | V | N | P | GF | GS | DR |
| --- | ----------- | -- | - | - | - | - | -- | -- | -- |
| 1.  | Inghilterra | 7  | 3 | 2 | 1 | 0 | 5  | 2  | +3 |
| 2.  | Francia     | 6  | 3 | 2 | 0 | 1 | 6  | 3  | +3 |
| 3.  | Spagna      | 3  | 3 | 1 | 0 | 2 | 2  | 2  | 0  |
| 4.  | Polonia     | 1  | 3 | 0 | 1 | 2 | 1  | 7  |    |

| Arbitro: | Danijela Markovic |

|                  |           |              |
| Eadie 11’ (aut.) | Marcatori | 90+4’ Whelan |

| Arbitro: | Efthalia Mitsi |

|  |           |           |
|  | Marcatori | 82’ Henry |

| Arbitro: | Esther Staubli |

|  |           |                        |
|  | Marcatori | 58’ Vilas 77’ Torrejón |

| Arbitro: | Kirsi Savolainen |

|                                   |           |           |
| Bradley 24’ Dowie 60’ White 90+5’ | Marcatori | 64’ Delie |

| Arbitro: | Katalin Kulcsár |

|                                             |           |  |
| Le Sommer 5’ Agard 20’ Delie 37’ Amaury 69’ | Marcatori |  |

| Arbitro: | Dilan Gökçek |

|          |           |  |
| Buet 20’ | Marcatori |  |

### Fase a eliminazione diretta
|  | Semifinali  | Semifinali  | Semifinali  |             |          | Finale   | Finale | Finale |  |
|  |             |             |             |             |          |          |        |        |  |
|  | Germania    | Germania    | 4           |             |          |          |        |        |  |
|  | Germania    | Germania    | 4           |             |          |          |        |        |  |
|  | Francia     | Francia     | 2           |             |          |          |        |        |  |
|  | Francia     | Francia     | 2           |             | Germania | Germania | 2      |        |  |
|  |             |             |             |             | Germania | Germania | 2      |        |  |
|  |             |             | Inghilterra | Inghilterra | 0        |          |        |        |  |
|  | Inghilterra | Inghilterra | Inghilterra | Inghilterra | 0        | 3        |        |        |  |
|  | Inghilterra | Inghilterra |             |             |          |          |        |        |  |
|  | Norvegia    | Norvegia    | 0           |             |          |          |        |        |  |

#### Semifinali
| Arbitro: | Katalin Kulcsár |

|                           |           |  |
| White 23’ 60’ Edwards 78’ | Marcatori |  |

| Arbitro: | Esther Staubli |

|                                                           |           |                            |
| Goddard 43’ Banecki 66’ Hartel 114’ I. Kerschowski 120+1’ | Marcatori | 67’ Delie 76’ Mazaloubeaud |

#### Finale
| Arbitro: | Kirsi Savolainen |

|                               |           |  |
| Bock 107’ M. Kerschowski 119’ | Marcatori |  |

## Statistiche

### Classifica marcatrici
3 reti
- Ellen White
- Marie-Laure Delie
- Fanndís Friðriksdóttir

2 reti
- Nathalie Bock
- Stephanie Goddard
- Isabel Kerschowski

- Monique Kerschowski
- Nadine Keßler

- Ingvild Isaksen
- Maren Mjelde

1 rete
- Emma Madsen
- Sanne Troelsgaard
- Katrine Veje
- Sophie Bradley
- Danielle Buet
- Natasha Dowie
- Elizabeth Edwards

- Fern Whelan
- Laura Agard
- Charlotte Amaury
- Amandine Henry
- Eugénie Le Sommer
- Chloé Mazaloubeaud
- Nicole Banecki

- Susanne Hartel
- Imke Wübbenhorst
- Ida Elise Enget
- Isabell Herlovsen
- Elise Thorsnes
- Marta Torrejón
- Mari Paz Vilas

Autoreti
- Jayne Eadie (a favore della Polonia)